# IBL Draft 1999
De IBL Draft 1999 was de eerste keer dat clubs basketbalspelers konden kiezen voor het eerste seizoen van de International Basketball League. De draft werd georganiseerd op 19 juli en 20 juli 1999 in Baltimore. Voor de start van de draft konden de ploegen al drie spelers kiezen uit een "preliminary draft" dit waren alle 29 spelers die gekozen waren in de tweede ronde van de NBA draft 1999. Daarnaast hadden alle ploegen drie "territorial picks" die ze konden gebruiken voor lokale spelers deze werden voor de draft gekozen maar twee van de drie telde mee in deze draft. De tweede dag werden door elke ploeg nog eens 18 spelers geselecteerd.

## Ronde 1 tot 6
| Ronde | Pick | Speler           | Positie | Club                     |
| ----- | ---- | ---------------- | ------- | ------------------------ |
| 1     | 1    | Devin Davis      | F       | Cincinnati Stuff         |
| 1     | 2    | Robert Werdann   | C       | St. Louis Swarm          |
| 1     | 3    | James Blackwell  | G       | Richmond Rhythm          |
| 1     | 4    | Jermaine Ousley  | C       | San Diego Stingrays      |
| 1     | 5    | Lloyd Daniels    | F       | Baltimore Bayrunners     |
| 1     | 6    | Chris Jent       | F       | New Mexico Slam          |
| 1     | 7    | Kevin Ollie      | G       | Trenton Shooting Stars   |
| 1     | 8    | Dexter Boney     | G       | Las Vegas Silver Bandits |
| 2     | 9    | Gerald Paddio    | F       | Las Vegas Silver Bandits |
| 2     | 10   | Mark Baker       | G       | Trenton Shooting Stars   |
| 2     | 11   | Keith Carver     | G       | New Mexico Slam          |
| 2     | 12   | Lamont Jones     | G       | Baltimore Bayrunners     |
| 2     | 13   | Detrick White    | G       | San Diego Stingrays      |
| 2     | 14   | Chuckie Atkins   | G       | Richmond Rhythm          |
| 2     | 15   | Kermit Holmes    | F       | St. Louis Swarm          |
| 2     | 16   | Eric Martin      | F       | Cincinnati Stuff         |
| 3     | 17   | Shawnta Rogers   | G       | Baltimore Bayrunners     |
| 3     | 18   | Mike MacDonald   | F       | New Mexico Slam          |
| 3     | 19   | Shawnelle Scott  | F       | Trenton Shooting Stars   |
| 3     | 20   | George Ackles    | G       | Las Vegas Silver Bandits |
| 3     | 21   | Allen Edwards    | F       | Cincinnati Stuff         |
| 3     | 22   | Evric Gray       | F       | St. Louis Swarm          |
| 3     | 23   | Antonio Lang     | F       | Richmond Rhythm          |
| 3     | 24   | Omar Sneed       | F       | San Diego Stingrays      |
| 4     | 25   | Jamal Kendrick   | G       | San Diego Stingrays      |
| 4     | 26   | Alvin Simms      | G       | Richmond Rhythm          |
| 4     | 27   | Derek Grimm      | F       | St. Louis Swarm          |
| 4     | 28   | Chris Kingsbury  | G       | Cincinnati Stuff         |
| 4     | 29   | Moses Scurry     | F       | Las Vegas Silver Bandits |
| 4     | 30   | Todd Lindeman    | C       | Trenton Shooting Stars   |
| 4     | 31   | Andre Perry      | F       | New Mexico Slam          |
| 4     | 32   | Stephen Jackson  | F       | Baltimore Bayrunners     |
| 5     | 33   | Roderick Blakney | G       | Cincinnati Stuff         |
| 5     | 34   | Jamal Robinson   | F       | St. Louis Swarm          |
| 5     | 35   | Korleone Young   | F       | Richmond Rhythm          |
| 5     | 36   | Joshua King      | G       | San Diego Stingrays      |
| 5     | 37   | Rodney Elliott   | F       | Baltimore Bayrunners     |
| 5     | 38   | Bob Lazor        | F       | New Mexico Slam          |
| 5     | 39   | Tyrone Grant     | F       | Trenton Shooting Stars   |
| 5     | 40   | Chris Garner     | G       | Las Vegas Silver Bandits |
| 6     | 41   | Ira Newble       | F       | Las Vegas Silver Bandits |
| 6     | 42   | James Martin     | F       | Trenton Shooting Stars   |
| 6     | 43   | Taymon Domzalski | C       | New Mexico Slam          |
| 6     | 44   | Anthony Tucker   | F       | Baltimore Bayrunners     |
| 6     | 45   | Maurice Carter   | G       | San Diego Stingrays      |
| 6     | 46   | Rick Moore       | F       | Richmond Rhythm          |
| 6     | 47   | Versile Shaw     | G/F     | St. Louis Swarm          |
| 6     | 48   | Damon Flint      | G/F     | Cincinnati Stuff         |

## Ronde 7 tot 24
- Cincinnati Stuff: Damon Frierson (7e ronde), Alex Sanders (8e ronde), Reggie Bassette (9e ronde), Torraye Braggs (10e ronde), Andre Riddick (11e ronde), Soumaila Samake (12e ronde), Eric Taylor (13e ronde), Lenny Brown (14e ronde), Courtney James (15e ronde) Ryan Perryman (16e ronde), Derrick Hayes (17e ronde), Pat Bradley (18e ronde), Billy Thomas (19e ronde), Brian Evans (20e ronde), Jeff Massey (21e ronde), Andrew VanVolkenburgh (22e ronde), Gary Lumpkin (23e ronde), Chad Allen (24e ronde)[2]
- St. Louis Swarm: Lazarus Simms (7e ronde), Erwin Clagett (8e ronde), Lorenzo Hall (9e ronde), Michael Hawkins (10e ronde), Donald Watts (11e ronde), Lonnie Harrell (12e ronde), Derrick Chievous (13e ronde), Michael Maddox (14e ronde), Greg Stolt (15e ronde), Chris Hollender (16e ronde), Alvin Young (17e ronde), Sean Mason (18e ronde), William Farley (19e ronde), Dwayne Morton (20e ronde), John Brown (21e ronde), Albert White, (22e ronde), Melvin Booker (23e ronde), Anthony Bonner (24e ronde)[2]
- Richmond Rhythm: Tyson Wheeler (7e ronde), Marques Bragg (8e ronde), Junior Burrough (9e ronde), Donzell Rush (10e ronde), Anthony Avent (11e ronde), Sean Higgins (12e ronde), Earl Boykins (13e ronde), Jimmy Carruth (14e ronde), Herb Jones (15e ronde), Marcus Brown (16e ronde), Devin Gray (17e ronde), Larry Robinson (18e ronde), Travis Williams (19e ronde), Reuben Garces (20e ronde), Carl Thomas (21e ronde), Horacio Llamas (22e ronde), Stacy Harris (23e ronde), Derek Hood (24e ronde)[2]
- San Diego Stingrays: Chris Cameron (7e ronde), Melvin Drake (8e ronde), Trent Pulliam (9e ronde), Sarran Marshall (10e ronde), Jason Smith (11e ronde), Mike Dillard (12e ronde), Antonio Reynolds (13e ronde), Robert Conslick (14e ronde), Kebu Stewart (15e ronde), Joe Stephens (16e ronde), Darnell Cherry (17e ronde), Jason Lawson (18e ronde), Jason Rice (19e ronde) Chris Walters (20e ronde), Shane Lantz (21e ronde), Jason Richey (22e ronde), Percy Miller (23e ronde), Michael Cage (24e ronde)[2]
- Baltimore Bayrunners: Mikki Moore (7e ronde), James Collins (8e ronde), Norman Nolan (9e ronde), David Johnson (10e ronde), Nantumbo Willingham (11e ronde), Herman Alston (12e ronde), Ja Ja Richards (13e ronde), Charles Smith (14e ronde), Rowan Barret (15e ronde), Paul Graham (16e ronde), Kurk Lee (17e ronde), Anthony Douglas (18e ronde), Sean Tyson (19e ronde), Kevin Norris (20e ronde), Steve Rich (21e ronde), Randy Duck (22e ronde), Phil Chenier Jr. (23e ronde), Donta Bright (24e ronde)[2]
- New Mexico Slam: George Banks (7e ronde), Kenny Thompson (8e ronde), Bryant Notree (9e ronde), Anthony Carter (10 ronde), Ambrell Hoard (11e ronde), Andy Panko (12e ronde), David Van Dyke (13e ronde), Ansu Sesay (14e ronde), Lenny Holly (15e ronde), Michael Powell (16e ronde), Robert White (17e ronde), Brett Larrick (18e ronde), Jerome Lane (19e ronde), Joe Vogel (20e ronde), Herb Baker (21e ronde), Corey Brewer (22e ronde), Greg Brown (23e ronde), Jason Skaer (24e ronde)[2]
- Las Vegas Silver Bandits: Victor Page (7e ronde), Warren Rosegreen (8e ronde), Jeff Martin (9e ronde), Bike Batiste (10e ronde), Eric Schrader (11e ronde), Ernest Hall (12e ronde), Ira Bowman (13e ronde), Harold Ellis (14e ronde), DeAnthony Langston (15e ronde), Brain Smith (16e ronde), Casey Frank (17e ronde), Damian Oewns (18e ronde), Rocky Walls (19e ronde), Lonnie Cooper (20e ronde), Maceo Baston (21e ronde), David Butler (22e ronde), Reggie Maunel (23e ronde), Andy Bostic (24e ronde)[2]
- Trenton Shooting Stars: Willie Sims (7e ronde), Moochie Norris (8e ronde), Lamar Greer (9e ronde), Ryan Bowen (10e ronde), Casselle Wesson (11e ronde), Terquin Matt (12e ronde), Mike Jones (13e ronde), Darrin Hancock (14e ronde), Nick Davis (15e ronde), Ochiel Swaby (16e ronde), Malcolm Huckaby (17e ronde), Monte Buckely (18e ronde), Jeff Sheppard (19e ronde), Darren McClinton (20e ronde), Johnny Tyson (21e ronde), Bernard Blounty (22e ronde), Ray Tutt (23e ronde), Deon Harnes (24e ronde)[2]